# 吉水神社

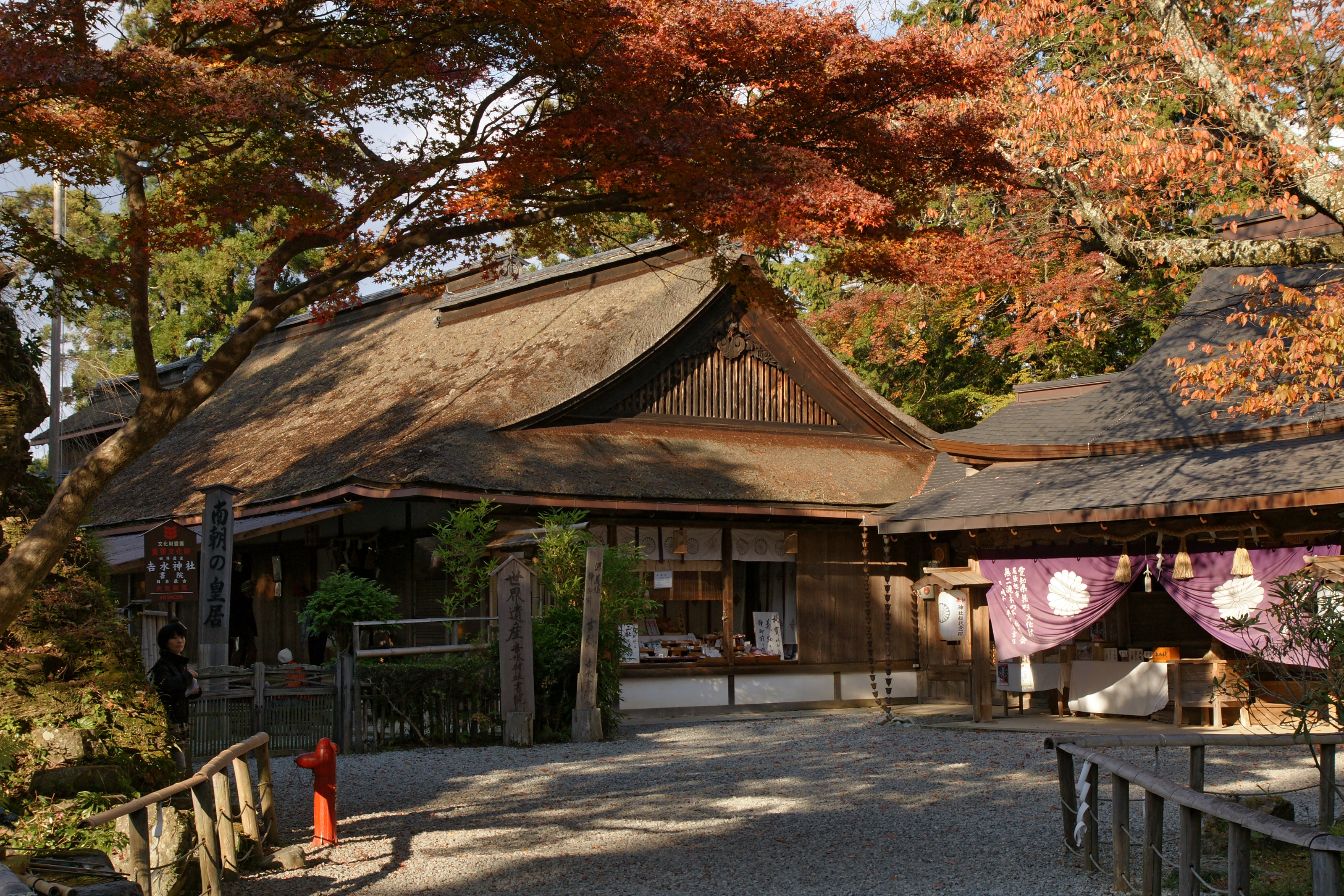
書院（重要文化財）

吉水神社、𠮷水神社（よしみずじんじゃ）は、奈良県吉野郡吉野町にある神社。旧社格は村社。世界遺産「紀伊山地の霊場と参詣道」の一つとなっている。「吉」の正確な表記は「」（「土」の下に「口」、つちよし）である。

## 歴史
社伝では、白鳳年間に金峯山寺の僧坊・吉水院（きっすいいん）として役行者により建立されたと伝えられる。
文治元年（1185年）12月には源頼朝に追われた源義経、武蔵坊弁慶や静御前などが5日間吉水院に身を潜めている。
南北朝時代、後醍醐天皇が吉野に潜幸した時、吉水院の宗信法印の援護を受けて吉水院に行宮を設け、一時居所とした。後醍醐天皇の崩御の後、後村上天皇が後醍醐天皇の像を作って吉水院に奉安している。
文禄3年（1594年）に豊臣秀吉が行った吉野の花見の際には吉水院はその本陣とされ、5日間滞在している。現在も残る名勝の庭園は、その際に秀吉自らが造ったものであるという。
明治時代に入ると神仏分離令と国家神道化の観点から天皇を仏式で供養することが問題視され、1871年（明治4年）5月に五条県が吉水院を神社に改めて「吉野神社」とする案を太政官政府に提出した。後醍醐天皇を祀る神社を別に作ることを計画していた政府は五条県の案を却下したが、金峯山寺の廃止が迫る情勢となったことから、奈良県が神社への改組を働きかけ、1874年（明治7年）12月17日に吉水院は後醍醐天皇社の名で神社になることが太政官に承認された。
1875年（明治8年）2月25日、社名を吉水神社に改称し、併せて南朝方の忠臣であった楠木正成、吉水院宗信法印を配祀し、やがて村社に列している。
現在、本殿には2001年（平成13年）に焼失した勝手神社の祭神が仮遷座されている。
境内からは「一目千本」と呼ばれる中千本と上千本の桜がよく見える。

## 祭神
- 主祭神 - 後醍醐天皇、楠木正成、吉水院宗信法印

## 境内
- 本殿 - 元は吉水院護摩堂。
- 書院（重要文化財） - 日本最古の書院。初期書院造りの傑作といわれる書院建築である。後醍醐天皇の玉座の間や源義経が潜居したと伝えられる間がある。
- 中庭
- 北闕門（邪気払い所）
- 蛭子神社
- 庭園（国指定名勝） - 池泉鑑賞式庭園。豊臣秀吉によって造られた。
- 社務所
- 表門

## 文化財

### 重要文化財
- 書院
- 色々威腹巻 - 源義経の鎧と伝わる。
- 伝後醍醐天皇宸翰消息

### 国指定名勝
- 庭園